# Between the Lines (álbum)
Between the Lines es el séptimo álbum de estudio de la cantautora estadounidense Janis Ian. Fue publicado en marzo de 1975 por Columbia Records.

## Recepción de la crítica
En una reseña retrospectiva para AllMusic, Lindsay Planer declaró: “Este álbum es un punto de partida recomendado para los entusiastas potenciales, así como una piedra de toque para revisar repetidamente”.

## Galardones
| Año  | Premio         | Categoría                             | Resultado | Ref.  |
| ---- | -------------- | ------------------------------------- | --------- | ----- |
| 1976 | Premios Grammy | Mejor producción de álbum, no clásica | Ganador   | [ 2 ] |
| 1976 | Premios Grammy | Álbum del año                         | Nominado  | [ 2 ] |

## Lista de canciones
Todas las canciones escritas y compuestas por Janis Ian.
Lado uno
1. «When the Party's Over» – 3:00
2. «At Seventeen» – 4:44
3. «From Me to You» – 3:21
4. «Bright Lights and Promises» – 4:19
5. «In the Winter» – 2:34
6. «Watercolors» – 5:03

Lado dos
1. «Between the Lines» – 4:07
2. «The Come On» – 4:00
3. «Light a Light» – 2:48
4. «Tea and Sympathy» – 4:34
5. «Lover's Lullaby» – 5:27

## Posicionamiento

### Gráfica semanal
| Gráfica (1975)                 | Pico de posición |
| ------------------------------ | ---------------- |
| Australia (Kent Music Report)  | 16               |
| Canadá (RPM Top Albums/CDs)    | 4                |
| Estados Unidos (Billboard 200) | 1                |

### Gráfica de fin de año
| Gráfica (1975)                 | Pico de posición |
| ------------------------------ | ---------------- |
| Canadá (RPM Top Albums/CDs)    | 41               |
| Estados Unidos (Billboard 200) | 12               |

| Gráfica (1976)                 | Pico de posición |
| ------------------------------ | ---------------- |
| Estados Unidos (Billboard 200) | 83               |

## Certificaciones y ventas
| País                  | Certificación | Ventas    |
| --------------------- | ------------- | --------- |
| Estados Unidos (RIAA) | Platino       | 1,000,000 |